# Maria Feller
Pour les articles homonymes, voir Feller.
Maria Feller est une musicienne et actrice italienne de la fin du XIXe siècle, ancienne élève de l'Académie Julian à Paris.

## Biographie

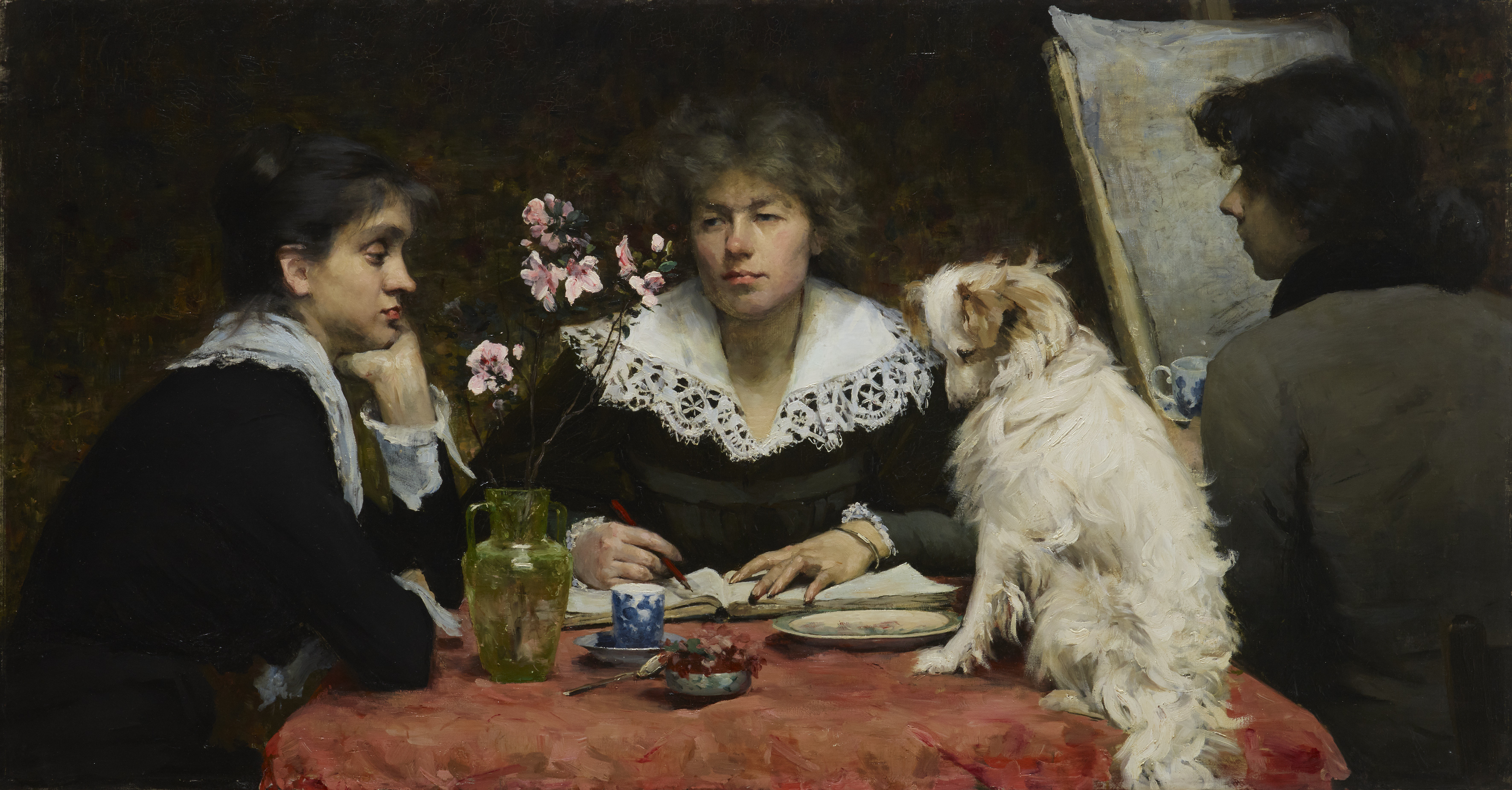
Portrait des amies (1881) de Louise Catherine Breslau (de dos), avec Maria Feller (à gauche) et Sophie Schaeppi (au centre).

Étudiante à l'Académie Julian, à Paris, apprentie comédienne, professeure de chant et fille d'un comte italien, elle devient la modèle de la peintre allemande Louise Catherine Breslau et de la peintre irlandaise Sarah Purser.
Elle partage un appartement, dans le 17e arrondissement de Paris, composé de trois petites chambres en mezzanine, avenue des Ternes, dans le 17e arrondissement de Paris, avec Louise Catherine Breslau et la Suissesse Sophie Schaeppi. 
Elle y est représentée dans le célèbre Portrait des amies, tableau de Louise Catherine Breslau (1881), aux côtés de l'artiste et de Sophie Schaeppi, aujourd'hui conservé par le Musée d'art et d'histoire de Genève.

## Famille

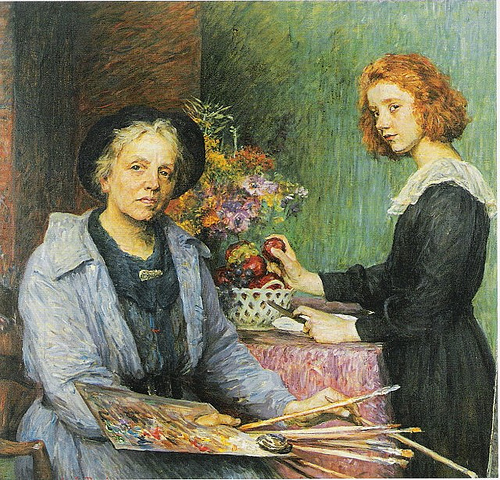
L'Artiste et son modèle (1921) Louise Catherine Breslau et Hélène, petite-fille de Maria Feller.

Maria Feller est mariée pendant un court moment au jeune dandy Henri Le Crosnier, que Louise Breslau peint dans Portrait d’Henri Le Crosnier en 1882, inventaire MAH 1952-0001). Hélène, la petite-fille de Maria Feller et d'Henri Le Crosnier, est la modèle de plusieurs travaux tardifs de Breslau, dont L'Artiste et son modèle (1921), légué par Madeleine Zillhardt au Musée de Genève.

## Postérité
Pour la postérité, Maria Feller reste liée à Louise Catherine Breslau dont elle est  pendant un moment la compagne. Elle demeure dans l'histoire de l'art le modèle de Tout passe (1879) premier tableau de Louise Breslau à être accepté au Salon de Paris, et de l'œuvre Le Petit Déjeuner (1881) de Sarah Purser, exposé à la Galerie nationale d'Irlande de Dublin.